# Armoriale delle famiglie italiane (Lab-Lam)
Questo è l'armoriale delle famiglie italiane il cui cognome inizia con le lettere che vanno da Lab a Lam.

## Armi

### Lab
| Stemma | Casato e blasonatura |
| ------ | --- |
|        | La Barberini (Firenze) di verde, al decusse di rosso, accantonato in capo da una stella a otto raggi d'oro (Immagine nella Raccolta stemmi Trippini (JPG).) |
|        | Labella (Ismailia (Egitto), Terni) partito: nel 1º d'oro alla figura di S. Barbara movente dal terreno, con la destra stesa sopra una torre in atto di proteggerla, e con la sinistra tenente una palma; la torre fondata nel detto terreno ed uscente dal lato destro dello scudo, il tutto la naturale; nel 2º palato di rosso e d'argento ciascun palo di rosso e d'argento carico di un giglio di Firenze d'oro, i gigli ordinati in banda (citato in (4) - Vol. IV pag. 17) figura di Santa Barbara muovente da terrazzo con la destra tesa verso una torre nell'atto di proteggerla e tenente nella sinistra una foglia di palma - la torre fondata nel terrazzo e uscente dal lato sinistro dello scudo tutto al naturale su oro - palato di oro e di argento ogni palo caricato di un giglio di Firenze di oro - i 6 gigli posti in banda (citato in LEOM) |
|        | Labia (Roma, Cerignola) Titolo: conti d'azzurro all'aquila d'oro linguata di rosso, sormontata da sei stelle di sei raggi di argento poste in fascia ed attraversata da una fascia di rosso (citato in (4) - Vol. IV pag. 17 e in (17)) fascia di rosso su - aquila di oro sormontata da - 6 stelle (6 raggi) di argento poste in fascia tutto su azzurro (citato in LEOM) alias d'azzurro all'aquila d'oro linguata d'oro sormontata da due stelle d'argento alla fascia di rosso (citato in (17)) |
|        | Labia (Venezia) Titoli: N.U.N.D., patrizio veneto d'azzurro all'aquila d'oro (citato in (4) - Vol. IV pag. 18) aquila di oro su azzurro (citato in LEOM) |
|        | Labia (Roma) fascia di rosso su aquila di oro su azzurro - 2 stelle (6 raggi) di argento in alto su azzurro (citato in LEOM) |
|        | Labia (Venezia) aquila coronata di oro su azzurro (citato in LEOM) |
|        | Laboccetta (Reggio Calabria) Titolo: nobili di azzurro alla banda di rosso orlata di oro con dieci punte di lancia del medesimo uscenti dalla stessa (citato in (4) - Vol. IV pag. 18 e in (17)) banda di rosso bordata di oro da cui escono da entrambi i lati - 5 punte di lancia di oro poste in sbarra su azzurro (citato in LEOM) |
|        | Laboccetta (Reggio Calabria) di azzurro, alla sbarra costituita da tre file di rombi accollati d'oro, d'azzurro e d'oro (Immagine nella Raccolta stemmi Trippini (JPG).) |
|        | Labonia (Napoli) Titolo: nobili d'azzurro alla lampada d'oro accesa e pendente dal capo accompagnata da sette stelle d'argento, disposte in orlo (citato in (4) - Vol. IV pag. 18 e in (17)) lampada di oro accesa di rosso pendente dal capo con 3 catene di oro su azzurro - 7 stelle (5 raggi) di argento poste in orlo su azzurro (citato in LEOM) |
|        | La Bozzetta o La Boccetta (Sicilia) d'oro, alla banda d'azzurro, caricata da sei palle del campo alias (d'oro, a otto palle d'azzurro ordinate 4 e 4) (citato in Mango) |
|        | Labruzzi (Roma) di azzurro alla torre di due palchi fortificata ai lati da due torri, il tutto al naturale (citato in (4) - Vol. IV pag. 18) torre a 2 palchi fortificata ai lati da altre 2 torri tutto al naturale su azzurro (citato in LEOM) |
|        | Labruzzo o La Burzi o Abbruzzo o La Burcia o Burza o Labruzzi (Sicilia) partito nel 1° d'azzurro, a tre torri unite d'oro, quella di mezzo più alta; nel 2° di rosso, alla colonna d'argento, la base e il capitello d'oro, coronata dello stesso (citato in Mango) |

### Lac
| Stemma | Casato e blasonatura |
| ------ | --- |
|        | La Caprona (Sicilia) troncato: nel 1° d'oro, al castello torricellato di due pezzi, al naturale, aperto di nero, sormontato dall'aquila bicipite spiegata di nero; nel 2° di rosso pieno (citato in Mango) |
|        | Lacaro (Sicilia) d'oro, con un grifo di nero, rampante contro un albero di cipresso al naturale (citato in DAlena e in (20)) Notizie storiche in Famiglie nobili di Sicilia. |
|        | Lacchini (Firenze) Troncato: nel 1° d'azzurro, a cinque stelle a otto punte d'oro, 2.3; nel 2° di rosso, al cavallo rivolto e corrente d'argento, imbrigliato di nero; con la fascia d'oro passata sulla troncatura (citato in (14)) |
|        | Lacchini (Cesena) (la blasonatura non è stata ancora caricata) (citato in BLCW) Immagine in Blasone Cesenate. |
|        | La Cerda (Sicilia) inquartato, nel 1° e 4° partito: a) di rosso, alla torre merlata di tre pezzi d'oro; b) d'argento, al leone di rosso, coronato d'oro; nel 2° e 3° d'azzurro, a tre gigli d'oro, 2 e 1 (citato in Mango) |
|        | Lacertis (Molfetta) d'azzurro, al cavallo bianco e sfrenato passante su una campagna di verde (citato in ) |
|        | La Challaye de la Vallette (Fiesole) Inquartato: nel 1° e 4° losangato in sbarra d'azzurro e d'argento, alla fascia attraversante di rosso caricata di tre stelle a cinque punte d'oro; nel 2° e 3° d'oro, a due leoni affrontati di rosso; sul tutto d'argento, al sinistrocherio di carnagione, vestito di rosso, tenente un ramo di felce fogliato di tre pezzi di verde e accompagnato da un sole orizzontale a sinistra di rosso, e al capo d'azzurro caricato di un leone leopardito d'argento (citato in (16)) |
|        | La Chenal (Valdigne) Titolo: consignori di Courmayeur, Montjovet Inquartato, al 1° e 4° di rosso, alla croce d'oro, scanalata, al 2° e 3° di rosso, al leone d'argento (citato in (16)) |
|        | La Cheriete (Gignod) Di rosso, a sei monti, 1, 2, 3, sormontati da una stella, il tutto d'argento alias Di rosso, alla campagna d'argento, mareggiata d'azzurro, con una testa di moro, di nero, fasciata d'argento, coricata, rivoltata presso il fianco destro, con un braccio armato d'ascia, il tutto al naturale, uscente da una nuvola d'argento che muove dal cantone sinistro del capo Motto: Suivons messieurs (citato in (16)) |
|        | Lachi (Firenze) D'azzurro, alla testa di leopardo d'oro, tenente in bocca un ramoscello di verde, girato verso l'alto a destra (citato in (14)) |
|        | Lachi (Pisa) Di..., alla banda di..., accostata da due stelle a otto punte di... (citato in (14)) |
|        | Lachina o Lachino (Villanova d'Asti) Troncato, al 1° d'oro, a tre fiamme di rosso, al 2° bandato d'argento e di rosso, con la fascia d'azzurro sulla partizione Motto: Ne timeas semper idem (citato in (16)) |
|        | Lachmüller (Bressanone) Titoli: Nobile, Cavaliere del S. R. I. col predicato di Hoffstatt inquartato: nel 1º e 4º d'argento al leone di oro lampassato ed armato di rosso, nel primo punto rivoltato; nel 2º e 3º di rosso alla ruota da molino d'argento. Sul tutto d'azzurro a due chiavi d'argento decussate, l'ingegno in alto (citato in (4) - Vol. IV pag. 19) 2 chiavi incrociate gli ingegni all'esterno di argento su scudetto di azzurro su - 2 leoni controrampanti di oro alla tedesca posti nella prima e quarta inquartatura su argento - ruota di mulino di argento su rosso (citato in LEOM) Cimieri: a destra un uomo vestito di nero all'ungherese con bottoni d'oro, berretto nero e con le mani in fianco; a sinistra la ruota dello scudo |
|        | La Corte (Sicilia) d'azzurro, a tre pali d'argento, abbassati sotto la trangla (o fascia ?), sormontata da un crescente montante, accompagnato da tre stelle, 1 e 2, il tutto dello stesso. (citato in Mango e in (20)) Corona di barone Notizie storiche in Famiglie nobili di Sicilia. |
|        | La Cour de Gressan (Aymaville) Titolo: signori della casaforte di Chevrot D'azzurro, al leone d'argento, linguato e armato di rosso (citato in (16)) |
|        | Lacquaniti (la blasonatura non è stata ancora caricata) |
|        | Lacquaniti (Napoletano) (la blasonatura non è stata ancora caricata) (citato in (19)) |

### Lad
| Stemma | Casato e blasonatura |
| ------ | --- |
|        | Ladbroke (Fiesole) D'oro, allo scaglione d'ermellino (citato in (14)) |
|        | Laderchi (Faenza) di rosso, allo scaglione gemello riversato d'argento (citato in (2) - pag. 468 e in (10) - pag. 154) |
|        | Laderchi (Torino) scaglione rovesciato di verde bordato di argento su rosso (citato in LEOM) |
|        | Laderchi (Torino) inquartato: nel 1º e 4º di rosso allo scaglione gemellato di verde, orlato di argento e rovesciato; nel 2º e 3º d'argento all'aquila di nero coronata d'oro (citato in (4) - Vol. IV pag. 19) 2 scaglioni rovesciati di verde bordati di argento su rosso - aquila di nero coronata di oro su argento (citato in LEOM) Motto: Virtus indomita colitur |
|        | Laderchi (Torino) aquila coronata di nero su oro - scaglione rovesciato di verde bordato di argento su rosso (citato in LEOM) |
|        | Lado (Siligo, Ozieri, Sassari, Nughedu San Nicolò, Milano, Mestre) inquartato: al 1º d'argento al leone rampante; al 2º di rosso con due grossi maiali uno sopra l'altro; al 3º di verde. al toro passante sulla pianura al naturale; al 4º d'azzurro alla quercia sulla pianura, tutto la naturale (citato in (4) - Vol. IV pag. 19) Inquartato: nel 1° d'argento al leone rampante al naturale; nel 2° di rosso a due porcellini al naturale posti l'uno sull'altro; nel 3° di verde al toro passante sulla pianura al naturale; nel 4° d'azurro alla quercia sulla pianura, tutto al naturale (citato in DAlena) leone rampante al naturale su argento - 2 maiali passanti un sull'altro al naturale su rosso - toro passante su terrazzo al naturale su verde - albero di quercia su terrazzo al naturale su azzurro (citato in LEOM) Ornamenti: elmo da nobile ornato dei lambrecchini degli smalti dello scudo |
|        | Ladro (Sardegna) (d'oro, al bue di rosso; alla bordura dello stesso caricata di otto ... di ...) (citato in Ladro (Sardegna), su athenanoctua.com. URL consultato l'11 dicembre 2020 (archiviato dall'url originale il 28 giugno 2013).) |
|        | La Dulcetta (Sicilia) d'azzurro, al leone rivolto d'oro, guardante il sole dello stesso, figurato di rosso, orizzontale a sinistra (citato in Mango) |

### Laf
| Stemma | Casato e blasonatura |
| ------ | --- |
|        | La Farina e Lafarina (Capua, Sicilia) Titolo: barone di S. Basilio, Salina, Tarbuna, Aspromonte, Larminusa, Bordonaro; marchese di Madonie di rosso, al castello torricellato di due pezzi merlati d'oro, aperto e finestrato del campo (citato in Mango) di rosso, con un castello a due torri merlate di tré pezzi d'oro, aperto e finestrate del campo (citato in (20)) Corona di marchese Notizie storiche in Famiglie nobili di Sicilia. Citato in (21) < br di rosso com um saco di Farina al naturale in capo ,diviso una fascia di oro e in punta di rosso un castello con due torri merlate di tre pezze aperto e finestrato del medesimo sovrastante di due leone rampante di oro. |
|        | La Faya o De la Faye ? o Du Fay ? (Francia, Torino) D'oro, alla fascia di rosso (citato in (11)) |
|        | La Ferla (Sicilia) d'azzurro, alla pianta di ferula al naturale, sostenuta da due leoni d'oro, affrontati e contra rampanti (citato in Mango) |
|        | Lafragola d'azzurro all'albero di verde nodrito sulla campagna erbosa sparsa di fragole, con una colomba posata sulla sua sommità, ed addestrato e sostenuto da un leone al naturale (citato in (4) - Vol. IV pag. 20) |
|        | Lafragola Quinzi (L'Aquila) partito: nel 1º d'azzurro all'albero di verde nodrito sulla campagna erbosa sparsa di fragole, con una colomba posata sulla sua sommità, ed addestrato e sostenuto da un leone al naturale (Lafragola); nel 2º partito, a destra inquartato in decusse di rosso e di oro, a sinistra di rosso a quattro scaglioni di oro, e sul tutto uno scudetto di argento al leone al naturale (Quinzi) (citato in (4) - Vol. IV pag. 20 e in DAlena) leone rampante al naturale su scudetto di argento su - leone rampante rivolto al naturale verso un albero di verde nodrito sulla campagna cosparsa di fragole su azzurro - (uccello) colomba al naturale sulla cima dell'albero su azzurro - su inquartato in croce di Sant'Andrea di rosso e di oro - 4 scaglioni di oro su rosso (citato in LEOM) Motto: Fato prudentia major' |
|        | Lafragola Quinzi (L'Aquila) albero di pino al naturale su prato di fragole di rosso su verde su azzurro - colomba di argento posata sul pino - leone rampante di oro verso il pino su azzurro (citato in LEOM) |
|        | Lafragola Quinzi (L'Aquila) leone rampante di oro contro un albero di pino su campo di fragole cimato da una colomba al naturale su azzurro - leone rampante al naturale su scudetto di argento su - inquartato in croce di Sant'Andrea di rosso e di oro - 4 scaglioni di oro su rosso (citato in LEOM) |
|        | Lafranchini (Torri del Benaco (Verona)) Tigtoli: Nobile, Conte palatino d'oro alla punta d'azzurro, scalinata di quattro pezzi, caricata di una stella (8) d'oro; accompagnata in capo da due stelle (8) d'azzurro (citato in (4) - Vol. IV pag. 20) punta di azzurro scalinata di 3 pezzi su oro - caricata da una stella (8 raggi) di oro - 2 stelle (8 raggi) di azzurro poste in fascia in alto su oro - (3 stelle poste 2,1) (citato in LEOM) Cimieri: l'aquila bicipite di nero coronata di oro, tenente cogli artigli un breve scritto on oro col motto: Duce virtute, 2º una donzella di carnagione nascente, vestita di rosso, coronata d'oro, avente in luogo di braccia due corni di torneo, quello di destra d'azzurro, l'altro d'oro |
|        | Lafranchini (Verona) 3 stelle (6 raggi) poste 2,1 troncate in scaglione di azzurro e di oro su troncato in scaglione scalinato di oro e di azzurro (citato in LEOM) |
|        | Lafri (Pistoia) D'azzurro, alla stella a otto punte d'argento (citato in (14)) |

### Lag
| Stemma | Casato e blasonatura |
| ------ | --- |
|        | Lagasi (Compiano) (la blasonatura non è stata ancora caricata) (citato in DAlena) |
|        | Laggeri o Laggerio (Glandlèves, Chieri, Torino) Titolo: consignori di Torricella Troncato, d'oro, al leone di rosso, e d'azzurro, a tre pali d'oro Motto: Serpere nescit (citato in (16)) |
|        | Laghi (Novara) leone rampante troncato e ritroncato di rosso e di verde e partito di verde e di rosso in basso su argento - 3 lune rivolte di argento su fascia di azzurro attraversante il leone (citato in LEOM) |
|        | Laghi (Venezia) (FR) D'azur, à un portique de sable, les portes ouvertes d'argent, posé sur une terrasse de pourpre et supportant un lion léopardé d'or. (citato in JB Rietstap (archiviato dall'url originale il 19 settembre 2020).) |
|        | Lagrange o La Grange o La Grange Tournier (Francia, Torino) Di rosso, al leone d'oro, tenente una mazza di legno, al naturale (citato in (16)) |
|        | La Greca (Napoli, Arcidosso, Bari) Titolo: marchesi di Polignano di azzurro alla torre d'oro torricellata ed aperta del medesimo, poggiata di argento, accostata da due stelle, di oro, con una fascia in divisa caricata di un'aquila di nero al volo spiegato, sormontata da una stella, e sinistrata da un leone passante al naturale, sormontato da una stella d'oro (citato in (4) – Vol. III pag. 552 e in (17)) aquila di nero affiancata a destra da un leone passante al naturale entrambi sormontati da una stella (5 raggi) di oro tutto su fascia di oro su - torre di oro aperta e finestrata dello stesso su terrazzo di argento su azzurro - la parte superiore della torre affiancata da 2 stelle (5 raggi) di oro su azzurro (citato in LEOM) alias troncato: nel primo partito d'oro all'aquila di nero, di rosso al leone d'argento; nel secondo d'azzurro alla torre di due palchi d'oro merlati alla guelfa, il primo di sette ed il secondo di quattro pezzi; sul tutto di nero alla fascia accompagnata nei quattro angoli da una stella il tutto d'oro (citato in (17)) fascia di oro - 4 stelle (6 raggi) di oro su scudetto di nero su - aquila di nero su oro - leone rampante di argento su rosso - torre (2palchi) di oro merlata alla guelfa di 7 e di 4 pezzi su azzurro (citato in LEOM) |
|        | La Grive o Grivionis (Aosta) D'azzurro, al ramoscello di verde, posto in banda, sostenente un tordo (griva), d'argento (citato in (16)) |
|        | La Grua (Parigi, Palermo) Titolo: principe di Carini, duca delle Grotte, Villareale, marchese di Regalmici; barone di Palagonia; signore di Terrasini partito: nel 1º troncato, innestato, merlato d'oro e di rosso, attraversato dalla gru con la sua vigilanza al naturale (La Grua); nel 2º losangato d'oro e d'azzurro (Talamanca) (citato in (4) – Vol. III pag. 592, in (15, in (17) e in Mango) gru (uccello) con la sua vigilanza nella zampa destra al naturale su troncato merlato di oro e di rosso - losangato di oro e di azzurro (citato in (33)) alias partito: nel primo troncato, innestato, merlato d'oro e di rosso attraversato dalla gru al naturale, nel secondo losangato d'oro e di rosso (citato in Mango) alias partito: nel primo losangato d'oro e d'azzurro, nel secondo troncato, merlato d'oro di rosso attraversato dalla gru al naturale (citato in (17)) alias partito: nel 1° spaccato, innestato, merlato d'oro e di rosso, attraversato da una grù con la sua vigilanza al naturale (La Grua); nel 2° losangato d'oro e d'azzurro (Talamanca) (citato in (20)) Elmo e corona da principe Notizie storiche in Famiglie nobili di Sicilia. Ulteriori notizie storiche in Famiglie nobili di Sicilia.                                                                                  |
|        | La Grua (Parigi, Palermo) losangato di argento e di azzurro - gru di argento coronata di oro con la sua vigilanza su ristretto di argento su rosso (citato in (33)) |
|        | La Guerre (Firenze) Di rosso, al leone al natural tenente una penna d'oro; e al capo d'azzurro, caricato di tre stelle a otto punte d'argento alias Di rosso, al leone d'argento tenente una penna d'oro; e al capo d'azzurro, caricato di tre stelle a otto punte d'argento (citato in (16)) |
|        | Laguna (Sicilia) d'azzurro, con un lago d'argento (citato in (20)) lago di argento con qualche canneto di verde su azzurro (citato in LEOM) Notizie storiche in Famiglie nobili di Sicilia. |
|        | La Gunna o Laguna (Vizzini, Lentini) (d'oro, all'albero di verde che si specchia in una campagna tratteggiata di nero) (citato in Mango) |

### Lai
| Stemma | Casato e blasonatura |
| ------ | --- |
|        | Laigue o L'Aigue (Delfinato) Titolo: consignori di Bardonecchia Di rosso, seminato di gocce d'acqua d'argento, a tre fasce ondate scorciate, dello stesso, in capo (citato in (16)) |
|        | Laini (Pistoia) Partito: nel 1° d'oro, al leone di rosso; nel 2° fasciato di sei pezzi d'oro e di nero (citato in (14))                                                             |

### Laj
| Stemma | Casato e blasonatura |
| ------ | --- |
|        | La Jacona o Iacona (Palermo) Titolo: barone di Mazzarronello, nobile dei baroni di Mazzarronello inquartato: nel 1º e 4º d'argento al lupo al naturale; nel 2º e 3º d'azzurro al giglio d'oro (citato in (4) – Vol. III pag. 701, in (17), in Mango e in (20)) lupo rampante al naturale su argento - giglio di oro su azzurro (citato in LEOM) Motto: Praemium fortitudinis Notizie storiche in Famiglie nobili di Sicilia. |
|        | Lajolo (Asti, Genova, Torino) Titolo: conti; signori di Casasco; consignori di S. Michele, Soglio d'argento, al palo di rosso accostato da 6 lucertole di verde, 3 per parte una sull'altra; quelle di destra in banda le altre in sbarra (citato in (2) - pag. 348 e in DAlena) d'argento al palo di rosso, accostato da sei ramarri di verde, tre per parte, quelli di destra posti in sbarra, e quelli di sinistra in banda (citato in (16)) palo di rosso su argento accompagnato da - 6 ramarri di verde posti in scaglione su argento (citato in LEOM) alias d'argento al palo di rosso, accompagnato da sei ramarri (laieul) di nero (citato in (4) - Vol. IV pag. 21 e in (16)) palo di rosso su argento accompagnato da - 6 ramarri di nero posti in scaglione su argento (citato in LEOM) Motto: Fidus custos |

### Lal
| Stemma | Casato e blasonatura |
| ------ | --- |
|        | Lalatta (Parma) d'argento, a tre bande di azzurro col capo di oro caricato di tre palle di rosso poste in fascia (citato in (4) - Vol. IV pag. 22) 3 bande di azzurro su argento - 3 palle di rosso poste in fascia su oro in capo (citato in LEOM) |
|        | Lalatta Costerbosa (Parma, Bologna) partito: nel 1º d'argento a tre bande di azzurro al capo di oro caricato di tre palle di rosso poste in fascia (Lalatta); nel 2º troncato con la fascia scaccata d'argento e di nero sulla troncatura: a) d'oro all'aquila bicipite nera, posata sulla fascia; b) d'azzurro a una costa erbosa di monte di verde uscente dall'angolo sinistro della punta (Costerbosa) (citato in (4) - Vol. IV pag. 23) 3 bande di azzurro su argento - 3 palle di rosso poste in fascia su oro in capo - fascia scaccata di argento e di nero (2file) su troncato di oro e di azzurro - aquila bicipite di nero posta sulla fascia su oro - costa erbosa di verde uscente dall'angolo destro della punta su azzurro (citato in LEOM) |
|        | Laletta (Livorno) Tagliato: nel 1° di..., alla stella a sei punte di..., posta nel punto del capo; nel 2° di..., a tre fasce di...; sul tutto di..., alla porta di castello merlato alla ghibellina di... (citato in (14)) |
|        | La Ligname (Sicilia) partito: nel 1° d'azzurro, alla rovere passata in doppia croce traversa, ghiandifera e sradicata d'oro; nel 2° d'azzurro, alla fascia d'argento (citato in Mango) |
|        | Lalignami (Sicilia) d'azzurro, con una quercia a frutti di ghiande d'oro, fogliati di verde (citato in (20)) Notizie storiche in Famiglie nobili di Sicilia. |
|        | La Liotta e Laliotta (Palermo, Marsala) troncato d'azzurro e d'oro, a tre bande di rosso nel secondo, sostenenti una fascia di rosso posta sulla partizione, ed il leone d'oro uscente dalla stessa (citato in Mango) diviso; nel 1° d'azzurro, con un leone nascente coronato d'oro; nel 2° d'oro, con tré bande di rosso, ed una fascia dello stesso, attraversante sul diviso (citato in (20)) Notizie storiche in Famiglie nobili di Sicilia. |
|        | Lalli (Todi, Vilalstrada, Sydney, Crema) di azzurro alla banda d'argento caricata di 3 lettere L, maiuscole romane, di nero, accostata da due stelle di oro (citato in (4) - Vol. IV pag. 24) 3 lettere L maiuscole di nero su banda di argento su azzurro - 2 stelle (5 raggi) di oro poste in sbarra su azzurro (citato in LEOM) |
|        | Lalomia (Canicattì, Agrigento) Titolo: barone di Renda, di Carbuscia, di Torrazza di verde, a cinque limoni fogliati, d'oro, disposti 2, 2, 1, presso i lati dello scudo (citato in (4) - Vol. IV pag. 24 e in (17)) 5 limoni fogliati di oro posti 2,2,1 su verde (citato in LEOM) |
|        | La Lumia (Palermo) Titolo: barone della Grazia di Vallebella di verde a cinque frutti al naturale (citato in (17)) di verde, a cinque frutti lomie al naturale 2, 2, 1 (citato in (20)) 5 frutti di lumia posti in semicerchio al naturale (simili al limone posti 2,2,1) su verde (citato in LEOM) Notizie storiche in Famiglie nobili di Sicilia. |

### Lama
| Stemma | Casato e blasonatura |
| ------ | --- |
|        | La Majrola (la blasonatura non è stata ancora caricata) (citato in DAlena) |
|        | La Marchesana (Catania) troncato, innestato, merlato d'oro e di nero di sei pezzi (citato in Mango) |
|        | Lamari (Pistoia) Tagliato d'azzurro e d'oro, a due crescenti affrontati dell'uno nell'altro, e alla sbarra doppiomerlata di rosso passata sulla partizione alias Tagliato d'azzurro e d'oro, a due crescenti affrontati d'argento, e alla sbarra doppiomerlata di rosso passata sulla partizione (citato in (14)) |
|        | La Matina e Lamatina (Palermo, Sciacca, Polizzi) Titolo: barone di S. Basile, Campobello di rosso, a tre bande (composte) d'argento e d'azzurro (citato in Mango de in (20)) Corona di barone Notizie storiche in Famiglie nobili di Sicilia.                                                                     |

### Lamb
| Stemma | Casato e blasonatura |
| ------ | --- |
|        | Lambardani d'azzurro, al calice d'oro, accompagnato da tre stelle (6) dello stesso, male ordinate nel capo (citato in (10) - pag. 114) |
|        | Lambardani (Cesena) (la blasonatura non è stata ancora caricata) (citato in BLCW) Immagine in Blasone Cesenate. |
|        | Lambardi (Arezzo) d'argento all'aquila di rosso caricata di tre fasce d'oro e coronata d'oro; al capo d'Angiò (citato in (4) - Vol. IV pag. 26) aquila di rosso caricata di 3 fasce di oro coronata di oro su argento - capo d'Angiò (citato in LEOM) (la blasonatura non è stata ancora caricata) (Immagine nella Raccolta stemmi Topoguz.) |
|        | Lambardi (Arezzo, Firenze) D'argento, all'aquila dal volo abbassato di rosso, caricata di una terza in fascia d'oro e coronata dello stesso; e al capo d'Angiò (citato in (14)) |
|        | Lambardi (di San Miniato) (Portoferraio) d'azzurro al cane di argento passante sulla banda abbassata, d'oro (citato in (4) - Vol. IV pag. 26) cane passante di argento su - banda abbassata di oro su azzurro (citato in LEOM) |
|        | Lambardi (San Miniato) D'azzurro, alla banda d'oro, sostenente un cane passante d'argento (citato in (14)) |
|        | Lambardi (Firenze) Troncato: nel 1° di... pieno; nel 2° di..., a due fasce ondate di... (citato in (14)) |
|        | Lambardi (Pisa) Bandato di sei pezzi: il 1° e il 5° di rosso, il 2°, 4° e 6° d'argento, il 3° d'azzurro alias D'argento a tre bande, la centrale d'azzurro, le altre due di rosso (citato in (14)) |
|        | Lambardi (Siena) Losangato di... e di... (citato in (14)) |
|        | Lambardi (Siena) Troncato d'argento e d'azzurro, al leone di rosso nel primo, nascente dalla partizione (citato in (14)) |
|        | Lambardi (Trevi) (la blasonatura non è stata ancora caricata) Notizie storiche nel sito della Associazione Pro Trevi. |
|        | Lambardi o Lambardi del Lion Nero o Lambardi del Lion Nero della Scala (Toscana) (DE) In Blau 1 erniedrigter goldener Sparren, begleitet oben von 2, unten von 1 goldenen Scheibe (citato in (24)) |
|        | Lambardi a Catignano (Pisa) D'argento, a tre bande di nero alias D'argento, a tre bande d'azzurro (citato in (14)) |
|        | Lambardi a Marti (Pisa) Troncato innestato di rosso e d'argento alias Troncato ondato di rosso e d'argento (citato in (14)) |
|        | Lambardi da Rosia (Siena) Partito: nel 1° d'oro, all'aquila dal volo abbassato di nero uscente dalla partizione; nel 2° troncato d'argento e di rosso, a due rose dell'uno nell'altro (citato in (14)) |
|        | Lambardi da Sovicille (Siena) D'azzurro, alla fascia cuneata d'argento e di rosso, accompagnata da tre gigli d'oro, 2.1 alias D'azzurro, alla banda d'oro caricata di tre gigli del campo, posti nel senso della pezza alias D'azzurro, alla banda d'oro caricata di tre conchiglie del campo, posti nel senso della pezza (citato in (14)) |
|        | Lambardi del Lion Nero (Firenze) D'azzurro, allo scaglione d'oro, accompagnato da tre palle dello stesso, 2.1 alias D'azzurro, allo scaglione d'oro, accompagnato da tre bisanti dello stesso, 2.1 (citato in (14)) |
|        | Lambardi delle Ruote (Firenze) Troncato: nel 1° d'azzurro, al crescente montante d'argento; nel 2° di rosso, al monte di sei cime d'oro (citato in (14)) |
|        | Lamberta o Lamberti (Bari, Napoli) Titolo: patrizio di Bari e Cava d'azzurro alla fascia d'oro accompagnata da 3 rose del medesimo, due nel capo, ed una nella punta (citato in (4) - Vol. IV pag. 26 e in (17)) fascia di oro accompagnata da - 3 rose dello stesso poste 2,1 su azzurro (citato in LEOM) |
|        | Lambertenghi (Sondrio, Tirano, Milano) fasciato di sei pezzi: il 1º, il 3º e il 5º di rosso, il 2º, il 4º e il 6º ondato d'argento e d'azzurro; al capo d'oro, caricato di un'aquila di nero (citato in (4) - Vol. IV pag. 27) fasciato di rosso e di ondato di argento e di azzurro - aquila di nero su oro in capo (citato in LEOM) |
|        | Lambertenghi (Como, Torino) Fasciato, di rosso e innestato d'argento e d'azzurro (citato in (16)) |
|        | Lamberteschi (Firenze) D'argento, a due mazze d'arme decussate di rosso, legate d'azzurro (citato in (14)) (DE) In Silber 2 gekreuzte blaubebandete rote Streitkolben (citato in (24)) |
|        | Lamberti (Savona) d'azzurro al leone rampante coronato all'antica tenente colle zampe anteriori un giglio il tutto d'oro, alla banda di argento attraversante, carica di 3 stelle (6) d'oro (citato in (4) - Vol. IV pag. 27) 3 stelle (6 raggi) di oro su banda di argento su - leone rampante coronato all'antica di oro tenente tra le anteriori un giglio dello stesso su azzurro (citato in LEOM) |
|        | Lamberti (Savona) 3 stelle (5 raggi) di rosso su banda di argento su - leone rampante di argento coronato di oro su azzurro - giglio di oro in alto a sinistra su azzurro (citato in LEOM) |
|        | Lamberti (Firenze, Roma) troncato: nel 1º d'oro a tre palle d'azzurro disposte 2 e 1; nel 2º di rosso all'aquila spiegata in oro, coronata dello stesso, accompagnata in capo da due semivoli di oro, moventi dagli angoli dello scudo e posti: il primo in banda, il secondo in sbarra (citato in (4) - Vol. IV pag. 28) 3 palle di azzurro poste 2,1 su oro - aquila coronata di oro su rosso accompagnata da - 2 ali uscenti dagli angoli superiori di oro su rosso (citato in LEOM) Cimiero: l'aquila dello scudo Motto: Cosa fatta capo ha |
|        | Lamberti (Firenze, Roma) 3 palle di azzurro su oro poste 2,1 (citato in LEOM) |
|        | Lamberti (Firenze, Roma) 6 palle di oro su rosso poste in piramide rovesciata (citato in LEOM) |
|        | Lamberti (Firenze, Roma) aquila coronata di oro su rosso - 2 monti a 6 cime di oro su rosso in alto (citato in LEOM) |
|        | Lamberti (Firenze, Roma) banda di oro su rosso (citato in LEOM) |
|        | Lamberti (Firenze, Roma) aquila coronata di oro su rosso - 2 ali uscenti dai cantoni destro e sinistro in alto di oro su rosso (citato in LEOM) |
|        | Lamberti (Castelletto Stura, Robilante, Cuneo) Titolo: conte di Castelletto Stura, Ceresole, Vignolo, Palermo; consignore di Cavallerleone, Villanova Solaro; nobile d'oro alla croce di nero; col capo cucito d'argento, carico di un'aquila di nero, bicipite, coronata sulle due teste (citato in (4) - Vol. IV pag. 30, in (16) e in (23)) croce di nero su oro - aquila bicipite di nero coronata su ambo le teste di oro su argento in capo (citato in LEOM) alias D'azzurro fiancheggiato d'argento, con la croce raggiata, il tutto d'oro e con il capo d'oro, carico di un'aquila di nero, bicipite e coronata (citato in (16) e in (23)) Cimiero: un drago Motto: Nocetque nocenti |
|        | Lamberti (Pistoia) Tagliato d'argento e di verde, il primo caricato di un leone leopardito rivolto d'oro, sostenuto dal fiume d'azzurro passato in sbarra sulla partizione alias Tagliato d'azzurro e di verde, il primo caricato di un leone leopardito rivolto d'oro sostenuto dalla sbarra dello stesso passata sulla partizione (citato in (14)) |
|        | Lamberti (Pisa) Troncato cuneato di rosso e d'argento, all'agnello pasquale del secondo nel primo, e a tre leopardi, 2.1, del primo nel secondo alias Troncato cuneato di rosso e d'argento, all'agnello pasquale del secondo nel primo, e a tre leoni leoparditi, 2.1, del primo nel secondo (citato in (14)) |
|        | Lamberti (Lucca) Di rosso, alla banda d'oro (citato in (14)) (Immagine nella Raccolta stemmi Trippini (JPG).) |
|        | Lamberti D'azzurro, a sei palle di rosso poste in cinta (Immagine nella Raccolta stemmi Trippini (JPG).) |
|        | Lamberti troncato: nel 1º d'oro, all'aquila di nero; nel 2º d'azzurro (Immagine nella Raccolta stemmi Trippini (JPG).) |
|        | Lamberti D'oro, a tre palle d'azzurro (Immagine nella Raccolta stemmi Trippini (JPG).) |
|        | Lamberti D'azzurro, al leone d'oro tenente con le branche anteriori un martello di rosso (Immagine nella Raccolta stemmi Trippini (JPG).) |
|        | Lamberti (Firenze) D'azzurro, a sei palle d'oro, 3.2.1 (citato in (14)) alias D'azzurro, a sei palle d'oro, ordinate in cinta (citato in (14)) (DE) In Blau 6 goldene Scheiben, 1:2:2:1 gestellt (citato in (24)) |
|        | Lamberti (Toscana) (DE) In Schwarz 3 goldene Scheiben, 2:1 gestellt (citato in (24)) |
|        | Lamberti (Colle) Di rosso, all'aquila dal volo spiegato di nero, coronata d'oro e sormontata da due triangoli vuoti addossati dello stesso (citato in (14)) |
|        | Lamberti o Lambert (Nizza) Titolo: consignori di Castelnuovo D'oro, a tre fasce, sormontate da un lambello, il tutto di nero (citato in (16)) |
|        | Lamberti (Bologna, Bari, Rutigliano) d'azzurro alla fascia d'oro accompagnata da tre rose del medesimo due in capo e una nella punta (citato in (25)) alias d'azzurro alla fascia di rosso accompagnata da tre rose del medesimo due nel capo e una nella punta (citato in (25)) Cimiero: una fenice sulla sua immortalità Motto: Semper eadem |
|        | Lamberti (Chioggia) (la blasonatura non è stata ancora caricata) (citato in Araldica gentilizia (archiviato dall'url originale il 5 marzo 2016).) |
|        | Lamberti o Lamberto (Sicilia) troncato: nel 1° d'argento, all'aquila spiegata di nero, membrata, imbeccata e coronata d'oro; nel 2° grembiato d'argento e d'azzurro (citato in Mango) alias diviso, nel 1° d'oro con l'aquila coronata spiegata di nero; nel 2° grembiale d'argento e d'azzurro di otto pezzi (citato in (20)) Notizie storiche in Famiglie nobili di Sicilia. |
|        | Lamberti (Cesena) (d'azzurro, alla banda d'oro) (citato in BLCW) Immagine in Blasone Cesenate. |
|        | Lamberti della Pieve a Campoli (Firenze) D'argento, a due falci d'arme astate d'oro, decussate e accompagnate in capo da una stella a otto punte d'oro, e in punta da una lettera L d'azzurro (citato in (14)) |
|        | Lambertini (Roma) d'oro a tre pali di rosso (citato in (10) – pag. 107) (Immagine nell' Archivio Storico Capitolino (PDF).) |
|        | Lambertini (Papa Benedetto XIV) (Bologna) d'oro a tre pali di rosso; lo scudo cimato dalla tiara papale accollato dalle chiavi della chiesa una d'oro l'altra d'argento legate di azzurro (citato in (2) - pag. 543 e in DAlena) |
|        | Lambertini (Bologna) d'oro, a quattro pali di rosso (citato in (11) – pag. 434) |
|        | Lambertini (Firenze) D'azzurro, seminato di crocette aguzzate d'oro (citato in (14)) |
|        | Lambertini (Siena) Di..., al leone di rosso (citato in (14)) |
|        | Lambertini (Toscana) (DE) In Silber 1 rotes Kreuz (citato in (24)) |
|        | Lambertini (Cesena) (la blasonatura non è stata ancora caricata) (citato in BLCW) Immagine in Blasone Cesenate. |
|        | Lambertini della Cecca (Brescia, Bologna) d'argento (?), alla banda di (?) accompagnata dalle lettere maiuscole ornate L, in capo, e B, in punta, entrambe accostate da due punti, il tutto di (?) (citato in (3)) |
|        | Lambertucci (Pisa) Di rosso, alla croce di sant'Andrea doppiomerlata d'oro (citato in (14)) |
|        | Lambertucci (Pistoia) Inquartato di verde e d'oro, alla croce attraversante d'azzurro alias Inquartato d'argento e d'oro, alla croce attraversante d'azzurro (citato in (14)) |
|        | Lambeschi (Venezia) giglio inquartato di azzurro e di oro su inquartato di oro e di azzurro (citato in LEOM) |
|        | Lamborizio o Lamborizii (Alessandria ?) Inquartato, al 1° e 4° di rosso, a due leoni coronati, d'oro, affrontati e controrampanti, tenenti con le branche anteriori una spada dello stesso, alta in palo, al 2° e 3° fasciato d'oro e d'azzurro, di quattro pezzi alias Inquartato, al 1° e 4° troncato d'oro e d'azzurro, al 2° e 3° di rosso, al leone coronato, d'oro, tenente una spada dello stesso, alta in palo alias Inquartato, al 1° e 4° troncato d'oro e d'azzurro, al 2° e 3° di rosso, al leone d'oro (citato in (16)) |

### Lame
| Stemma | Casato e blasonatura                                                                       |
| ------ | ------------------------------------------------------------------------------------------ |
|        | La Mendolia (Sicilia) d'argento, a due gemelle di rosso, poste in fascia (citato in Mango) |

### Lami
| Stemma | Casato e blasonatura |
| ------ | --- |
|        | Lami (Fiesole, Volterra) troncato d'azzurro e di rosso, alla freccia impennata ed armata d'argento, frustata d'oro, posta in palo con la punta in alto (citato in (2) - pag. 276, in (4) - Vol. IV pag. 31 e in DAlena) freccia di oro impennata e armata di argento posta in palo su troncato di azzurro e di rosso (citato in LEOM) |
|        | Lami (Volterra) partito: nel 1º ripartito d'argento e d'azzurro, alla torre di rosso sulla ripartizione, merlata alla ghibellina, aperta del campo, sostenente un drago di verde accompagnata in capo da due stelle di 8 raggi d'oro; nel 2º interzato in fascia: a) campo di cielo al cervo corrente d'argento accompagnato nel cantone sinistro del capo da un giglio di rosso; b) di rosso a due fasce d'oro; c) d'oro pieno (citato in (4) - Vol. IV pag. 30) torre merlata alla ghibellina di rosso cimata da - un drago di verde e da - 2 stelle (8 raggi) di oro poste in fascia tutto su partito di argento e di azzurro - cervo corrente di argento accompagnato nel canton destro del capo da un giglio di rosso tutto su azzurro - 2 fasce di oro su rosso - oro pieno (citato in LEOM) |
|        | Lami (Volterra) Partito: nel 1° partito d'argento e d'azzurro, alla torre attraversante di rosso aperta del campo, cimata da un drago di verde e sormontata da due stelle a otto punte d'oro; nel 2° troncato: a/ d'azzurro, al cervo corrente d'argento, accompagnato nel cantone sinistro del capo da un giglio di rosso, b/ fasciato di sei pezzi di rosso e d'oro (citato in (14)) |
|        | Lami (Firenze) D'azzurro, al cervo fermo d'argento, accompagnato nel cantone sinistro del capo da un giglio di rosso alias Troncato: nel 1° d'azzurro, al cervo corrente d'argento, accompagnato nel cantone sinistro del capo da un giglio di rosso; nel 2° fasciato di sei pezzi di rosso e d'oro (citato in (14)) |
|        | Lami (Fiesole) Troncato d'azzurro e di rosso, alla freccia alta attraversante, posta in palo al naturale (citato in (14)) |
|        | Lami (Siena) Inquartato: nel 1° d'azzurro, al crescente montante d'oro, affiancato da due stelle a sei punte dello stesso; nel 2° pure d'azzurro, al falcone volante al naturale, afferrante con gli artigli un uccello riverso dello stesso; nel 3° pure d'azzurro, a due uccelli volanti al naturale, l'uno in banda e l'altro in sbarra; nel 4° di rosso, a due fasce d'oro; e alla fascia d'oro attraversante sul tutto ali=as: Inquartato: nel 1° d'azzurro, al crescente montante d'oro, affiancato da due stelle a otto punte dello stesso; nel 2° pure d'azzurro, al falcone volante al naturale, afferrante con gli artigli un uccello riverso dello stesso; nel 3° pure d'azzurro, a due uccelli volanti al naturale, l'uno in banda e l'altro in sbarra; nel 4° di rosso, a due fasce d'oro; e alla fascia d'oro attraversante sul tutto alias D'azzurro, al falcone volante al naturale, afferrante con gli artigli un uccello riverso dello stesso, il tutto posto sopra due uccelli volanti al naturale, l'uno posto in banda e l'altro in sbarra alias Fasciato d'oro e di rosso, al capo d'azzurro caricato di un crescente montante posto fra due stelle a sei punte, il tutto d'oro (citato in (14)) |
|        | Lamieri (Verona) Grifone (citato in DAlena) |

### Lamo
| Stemma | Casato e blasonatura |
| ------ | --- |
|        | La Monaca o Lo Monaco (Castrogiovanni, Palermo, Messina, Mineo) troncato: nel 1° d'oro, a quattro pali d'azzurro, nel 2° d'oro, al grifo coronato di rosso Cimiero: il grifo coronato d'oro, tenente nella destra una granata di nero, fiammeggiante di rosso (citato in Mango) |
|        | La Mothe (Arvier, Aosta) D'azzurro, al leone d'argento, linguato di rosso, con la fascia d'oro, carica di tre rose, di rosso, attraversante (citato in (16)) |
|        | La Motta (Nicosia, Palermo) Titolo: barone di San Silvestro, di Salinella, nobile dei baroni trinciato d'azzurro e argento, il 1° caricato di tre stelle d'argento, la banda di porpora attraversante sulla trinciatura (citato in (17) e in Mango) trinciato d'azzurro e d'argento, il 1° caricato di tre stelle di 8 raggi d'argento ordinate due in fascia, la terza sotto la seconda, e la banda di porpora attraversante sulla partizione (citato in (20)) trinciato d'azzurro, e d'argento con tre stelle ad otto raggi disposti 2 e 1 nel primo, ed una banda di porpora soprastante sul trinciato (citato in (20)) banda di viola su trinciato di azzurro e di argento - 3 stelle (8 raggi) di argento poste 2 in fascia e la terza sotto la seconda a destra sull'azzurro (citato in LEOM) alias partito: nel 1° trinciato d'azzurro e d'argento colla banda di porpora attraversante sulla partizione, e tre stelle di otto raggi d'argento sul primo, ordinate due in fascia ed una inferiormente a quella di sinistra, per La Motta; nel secondo contrapartito: nel primo d'azzurro, al braccio destro d'argento semivestito di rosso, impugnante una spada d'argento manicata d'oro, alta in banda e nel 2° di verde, al mezzo volo d'argento movente dalla partizione, semidiviso interzato in fascia d'oro, d'argento e di rosso ed il gruppo di Salamone d'oro sovrapposto sul capo della partizione, per Salamone (citato in Mango) partito: nel 1° come sopra, per La Motta, nel 2° ripartito: nel 1° d'azzurro, al braccio destro d'argento semivestito di rosso, impugnante una spada d'argento manicata d'oro, alta in banda e nel 2° spaccato: sopra, di verde a mezzo volo di argento movente dalla partizione; sotto, interzato in fascia d'oro, d'argento e di rosso, ed il gruppo di Salamone d'oro sovrapposto sul capo della partizione, per Salamone (citato in (20)) banda di viola su trinciato di azzurro e di argento - 3 stelle (8 raggi) di argento poste 2 in fascia e la terza sotto la seconda a destra sull'azzurro - avambraccio destro uscente da destra vestito di rosso afferrante con la mano di carnagione una spada posta in banda di argento su azzurro - troncato di verde al mezzo volo di argento (ala) uscente dalla partizione e - interzato in fascia di oro di argento e di rosso - nodo di Salomone posto in alto di oro sul partito di azzurro e di verde (citato in LEOM) Corona di barone Notizie storiche in Famiglie nobili di Sicilia. Ulteriori notizie storiche in Famiglie nobili di Sicilia. |
|        | La Motte (Volterra, Livorno) Partito: nel 1° d'azzurro, all'aquila dal volo abbassato di nero coronata d'oro, accompagnata in punta da una montagna fumante al naturale, e sinistrata da tre compassi d'oro aperti in scaglione e ordinati in palo; nel 2° troncato: a/ d'oro, al vulcano al naturale fiammeggiante di rosso, b/ d'azzurro, a tre bande d'oro (citato in (16)) |
|        | La Motte o Lamotte (Firenze) erta discendente verso la punta erbosa al naturale su azzurro - aquila di nero coronata di oro in alto a sinistra - 3 compassi aperti punte al basso un sull'altro di oro a destra su azzurro - monticello di verde uscente dalla partizione cimato da un albero fiorito di rosso su oro - 3 bande di oro su azzurro (citato in LEOM) |

### Lamp
| Stemma | Casato e blasonatura |
| ------ | --- |
|        | Lampaggi (San Miniato) D'azzurro, alla sbarra di rosso sostenente un leone leopardito rivolto d'oro, sormontato da una stella a otto punte dello stesso (citato in (14)) |
|        | (da) Lampanal (Venezia) (FR) Coupé, de sinople à trois bandes d'or, sur un bandé de sinople et d'or, à la fasce de gueules, brochant sur le coupé. (citato in JB Rietstap (archiviato dall'url originale il 25 ottobre 2020).) |
|        | Lampani (Montefiascone) d'argento al leone al naturale linguato e membrato di rosso, rivoltato, rampante, e sostenuto da una torre al naturale posata sulla campagna erbosa con una stella d'oro di sei punte, raggiata dello stesso, posta in capo (citato in (4) - Vol. IV pag. 31) leone rampante rivolto al naturale sostenuto da - una torre a 2 palchi al naturale posta su terrazzo erboso su argento - stella (6 raggi) raggiata di oro in alto su argento (citato in LEOM) |
|        | Lampiso o Lampisi (Gibellina, Palermo) Titolo: barone di Galati d'azzurro, alla banda accostata da due stelle e da sei bande ritirate tre dal capo e tre dalla punta il tutto d'oro (citato in Mango e in (20)) Corona di barone Notizie storiche in Famiglie nobili di Sicilia. |
|        | Lamporecchi (Pietrasanta, Pisa) D'azzurro, all'albero al naturale nodrito su un monte di sei cime d'argento, infiammato di rosso e sorgente dal mare al naturale (citato in (14)) |
|        | Lampredi (Firenze) Di cielo, alla figura nuda femminile di carnagione, velata di rosso, sostenuta da una ruota emergente dalla riviera e tenente con la mano destra alzata un tridente dal quale pende infilata una lampreda; il tutto al naturale e addestrato da una roccia dello stesso uscente dal fianco destro dello scudo (citato in (14)) |
|        | Lampugnani (Milano) inquartato: nel 1º e 4º di rosso alla banda scaccata d'argento e di nero di tre pezzi al capo dell'impero; nel 2º e 3º d'azzurro ad un quadrello d'argento accompagnato in capo da una mano di carnagione posta in fascia, tenente una chiave dello stesso in fascia attraversante sul capo del primo. Sul tutto d'oro ad una volpe corrente al naturale (citato in (4) - Vol. IV pag. 31) |
|        | Lampugnani (Cerro Maggiore (Milano)) di rosso alla banda scaccata di argento e di azzurro; col capo d'oro caricato di un'aquila, coronata, di nero (citato in (4) - Vol. IV pag. 32) |
|        | Lampugnani (Cerro Maggiore) banda scaccata di azzurro e di argento (2file) su rosso - aquila coronata di nero su oro in capo (citato in LEOM) |
|        | Lampugnani (Legnano, Milano) Titolo: conti di Trecate; signori di Camagna Di rosso, alla banda scaccata di tre file, d'argento e d'azzurro alias Di rosso, alla banda scaccata di tre file, d'argento e d'azzurro, con il capo d'oro, carico di un'aquila coronata, di nero alias Inquartato, al 1° e 4° di rosso, alla banda scaccata di tre file, d'argento e d'azzurro, con il capo d'oro, carico di un'aquila, di nero, al 2° e 3° d'azzurro, al quadrello d'argento, il quadrello del secondo accompagnato in capo da una mano di carnagione posta in fascia, il polso vestito d'argento, tenente una chiave dello stesso, in fascia, attraversante sul capo del primo, sul tutto d'oro, a una volpe corrente, al naturale alias Inquartato, al 1° e 4° di rosso, alla banda scaccata d'argento e d'azzurro, con il capo dell'impero (Lampugnani) al 2° e 3° d'argento, alla striglia di nero, manicata di oro, posta in banda, sul tutto d'azzurro, all'agnello d'argento, accovacciato in una cesta d'oro (citato in (16)) |
|        | Lampugnani (Milano) volpe corrente al naturale su scudetto di oro su - banda scaccata di argento e di nero di 2 file e di 6 pezzi su rosso - capo d'Impero - quadrello di argento su azzurro - mano destra recisa di carnagione afferrante una chiave di argento posta in fascia su azzurro in capo (citato in LEOM) |
|        | Lampugnani (Rivoli) Di rosso, alla banda scaccata di tre file, d'argento e d'azzurro, con il capo d'oro, carico di un'aquila coronata, di nero (citato in (16)) |
|        | Lampugnano (la blasonatura non è stata ancora caricata) (citato in DAlena) |